# Kateřina Novotná
Kateřina Novotná (Benátky nad Jizerou, 12 augustus 1984) is een Tsjechische schaatsster die uitkwam in het shorttrack, langebaanschaatsen en op inline-skates. Ze trainde net als Martina Sáblíková bij Petr Nováks NOVIS Team.
In 2006 deed ze mee met het Shorttrack op de Olympische Winterspelen 2006, ze haalde de B-finale op de 500 meter. In januari 2009 eindigde Novotná als derde tijdens het Tsjechisch kampioenschap allround schaatsen langebaan, achter kampioene Sáblíková en Andrea Jirků. Tijdens de 1500 meter shorttrack op de Olympische Spelen in 2010 kwalificeerde ze zich in de heat op de 1500 meter, maar werd ze in de halve finale gediskwalificeerd. Voor seizoen 2010/2011 stapte Novotná over op de langebaan en scherpte ze haar pr's aan. Op 15 juni 2013 boekte Novotná haar eerste zege in de World Inline Cup in Ostrava, ze was de beste van een kopgroep van negen vrouwen. Nadat ze in 2014 weer aan de Winterspelen had meegedaan als shorttrackster maakte ze op 14 december 2014 haar rentree als langebaanschaatsster. Na het EK Shorttrack 2018, waar ze alleen deelnam aan de teamrace, stopte Novotná in januari 2018 met schaatsen. Ze werd hierna shorttrackcoach.

## Persoonlijke records
| Afstand    | Tijd    | Datum            | Baan           |
| ---------- | ------- | ---------------- | -------------- |
| 500 meter  | 41,09   | 18 november 2015 | Salt Lake City |
| 1000 meter | 1.19,41 | 21 november 2010 | Calgary        |
| 1500 meter | 2.01,50 | 17 oktober 2015  | Salt Lake City |
| 3000 meter | 4.19,88 | 3 oktober 2015   | Salt Lake City |

## Resultaten langebaan
| jaar | TK Allround | EK Allround |
| ---- | ----------- | ----------- |
| 2009 | Brons       |             |
|      |             |             |
| 2011 |             | NC19        |

NS# = Niet gestart op de #'de afstand.
0p = Wel deelgenomen maar geen punten behaald.